# Cima di Quaira
La Cima di Quaira (in tedesco Karlesspitze 3.462 m s.l.m.) è una montagna delle Alpi Retiche orientali (sottosezione Alpi Venoste), fa parte della Cresta di Senales e si trova lungo la linea di confine tra l'Italia e l'Austria.
La prima ascensione ha avuto luogo il 30 agosto del 1869 ad opera dell'economista britannico  Alfred Marshall con le guide alpine Blasius Grüner e Peter Paul Gstrein partendo da Gurgl, una frazione di Sölden (Austria).
La ripida scarpata meridionale si affaccia sulla Val di Fosse (Pfossental) ed è compresa nel Parco naturale Gruppo di Tessa (Naturpark Texelgruppe).